# Mentzelia oreophila
Mentzelia oreophila är en brännreveväxtart som beskrevs av J. Darlington. Mentzelia oreophila ingår i släktet Mentzelia och familjen brännreveväxter. Inga underarter finns listade i Catalogue of Life.